# And It Stoned Me
«And It Stoned Me» es una canción del músico norirlandés Van Morrison publicada como primer tema del álbum de 1970 Moondance.
En 1985, Van Morrison comentó al biógrafo Steve Turner que "And It Stoned Me" trataba sobre su propia experiencia durante su infancia:

"Creo que tenía sobre doce años. Solíamos ir a un sitio llamado Ballystockart a pescar. Parábamos en el pueblo cuando íbamos de camino a este lugar e iba a una pequeña casa de piedra, y había un hombre viejo, y le preguntamos si tenía agua. Nos dio agua que dijo era del arroyo. Bebimos un poco y todo pareció pararse. El tiempo parecía estar parado. Durante cinco minutos todo estuvo tranquilo y yo estaba como en "otra dimensión". Eso es de lo que trata la canción".

"And It Stoned Me" fue clasificada en el puesto 682 de la lista de las 885 mejores canciones de todos los tiempos elaborada por los oyentes de WXPN.
"And It Stoned Me" fue una de las canciones elegidas por el propio Van Morrison para los álbumes recopilatorios de 1990 The Best of Van Morrison y de 2007 Still on Top - The Greatest Hits. Una versión en directo fue incluida en el DVD Live at Montreux 1980/1974.

## Personal
- Van Morrison: guitarra y voz
- John Klingberg: bajo
- Jeff Labes: piano
- Gary Mallaber: batería
- John Platania: guitarra
- Jack Schroer: saxofón alto
- Collin Tilton: saxofón tenor

## Versiones
«And It Stoned Me» ha sido versionada por numerosos artistas, entre los cuales figuran Jackie Deshannon, Bob Dylan, Jerry García, James Morrison, Widespread Panic, Gov't Mule, David Gray y The Allman Brothers Band.